# Chiesa di San Giovanni in Oleo
San Giovanni in Oleo è una chiesa di Roma, sita a Porta Latina. Il tempietto - piuttosto un oratorio che una vera e propria chiesa - è dedicato a san Giovanni Evangelista, nel luogo tradizionalmente indicato come quello del suo tentato martirio.
Secondo la tradizione, nel 92 san Giovanni sopravvisse al tentato martirio per immersione in una vasca di olio bollente, per ordine dell'imperatore romano Domiziano, come riportato nella Legenda Aurea:
L'anziano apostolo avrebbe resistito così a lungo senza essere bruciato, che gli astanti, convinti di avere di fronte un potente mago, lo avrebbero liberato, per poi inviarlo in esilio a Patmo, dove avrebbe scritto l'Apocalisse di Giovanni. Sul luogo in cui secondo un'antica tradizione avvenne tale episodio furono erette in epoca paleocristiana, intorno al V secolo, la basilica di San Giovanni a Porta Latina ed un martyrion di forma circolare conosciuto con il nome di San Giovanni in Oleo cioè "nell'olio" con riferimento al supplizio del santo. La costruzione giunse fino al XVI secolo, evidentemente in cattive condizioni, quando ne venne decisa la ricostruzione.
La struttura attuale è una cappella rinascimentale realizzata all'inizio del XVI secolo, intorno al 1509 su commissione del prelato francese Benoît Adam, ricordato in un'iscrizione sul portale occidentale. Il progetto è genericamente attribuito a Donato Bramante o ad Antonio da Sangallo il Giovane senza elementi documentali. La piccola costruzione ha una pianta ottagonale con lesene doriche piegate sugli angoli che sorreggono una trabeazione molto semplice.
San Giovanni in Oleo fu poi restaurata da Francesco Borromini, intorno al 1657, su commissione del cardinale Francesco Paolucci che intendeva trasformarla in cappella di famiglia. Borromini riedificò o modificò la copertura, costituita da una cupola a padiglione con costoloni, sovrapponendovi un tamburo con un alto fregio a stucco, una copertura conica ed un fastigio terminale in stucco con foglie di palma e gigli, globo di rose (emblema del committente) e croce e aggiungendo alla trabeazione esistente un'alta fascia decorata con festoni di rose e palme. La natura e la cronologia dell'intervento di Borromini è controverso. Secondo alcuni dopo aver realizzato una copertura a costoloni, intervenne anni dopo innalzando il tamburo e nascondendola. È stato ipotizzato anche che la modifica sia stato un intervento settecentesco di completamento su disegni di Borromini stesso.
Contemporaneamente al restauro di Borromini, le pareti del piccolo sacello furono adornate da stucchi e affrescate da Lazzaro Baldi con la raffigurazione di storie dell'evangelista tra cui la Visione di San Giovanni ed il tentato martirio.